# Sferisterio w Maceracie
Sferisterio w Maceracie (wł. Sferisterio di Macerata) – teatr na otwartym powietrzu na planie odcinka koła w Maceracie, we Włoszech. Budowę ukończono w 1829 roku, a projektantem był Ireneo Aleandri. Budowla jest w stylu neoklasycystycznym.
Pierwotnym przeznaczeniem budowli były rozgrywki lokalnej drużyny popularnej w XIX-wiecznych Włoszech gry w piłkę, pallone col bracciale. Po przebudowaniu na teatr, na widowni Sferisterio może zasiąść jednocześnie 2800 widzów. Sławę na Półwyspie Apenińskim zdobył dzięki odbywającemu się w nim festiwalowi Sferisterio Opera Festival. Festiwal ten odbył się po raz pierwszy w 1921 roku (początkowo był organizowany pod nazwą Macerata Opera).
W 2005 roku w Sferisterio miała miejsce gala festiwalu muzycznego Musicultura. Do tej pory festiwal ten odbywał się w Recanati.

## Historia
Sferisterio di Macerata, jak większość budowli tego typu wzniesionych na przełomie XVIII i XIX w., powstał z inicjatywy zamożnych mieszczan. Zaproponowano dobrowolny podatek w celu zebrania odpowiedniej sumy. 9 maja 1819 stowarzyszenie sportowe Il Circo ogłosiło konkurs na projekt budowli. Wybrano jurorów z akademii sztuk pięknych w Bolonii i Akademii Świętego Łukasza w Rzymie. Jako pierwszy budową Sferisterio kierował miejscowy architekt Salvatore Innocenzi. Prace rozpoczęto w 1820 roku, następnie wstrzymano je na trzy lata. W 1823 roku innemu architektowi Ireneo Aleandriemu powierzono dokończenie budowli według nowego projektu. Architekt ten w tym samym czasie pracował również przy budowie Teatro Feronia w San Severino Marche. Obiekt oficjalnie otwarto w 1829 roku.
Pierwotnie obiekt służył do rozgrywek miejscowej drużyny sportowej. Odbywały się w nim mecze gry w piłkę pallone col bracciale, która była wówczas sportem narodowym we Włoszech. Urządzano tam też walki byków (wł. la giostra dei tori).
Inskrypcja na budowli głosi:

Dla upiększenia miasta, w darze szanownej publiczności. Dzięki szczodrości stu małżonek wzniesiony. MDCCCXXIX

W 1920 roku przebudowano gmach i odrestaurowano jego wnętrza, aby mógł gościć przedstawienia operowe. Pierwszą operą zaprezentowaną publiczności w 1921 roku była Aida Giuseppe Verdiego, wystawiona dzięki staraniom miejskiego stowarzyszenia, na którego czele stał conte Pieralberto Conti. Arena została wówczas zamieniona w prawdziwą scenę teatralną, zbudowano też ogromne podium z miejscem dla orkiestry oraz widownię z ponumerowanymi fotelami. Aida doczekała się wtedy 17 przedstawień.
W 1922 roku przedstawiono La Giocondę Amilcarego Ponchiellego. W następnych latach amfiteatr pozostawał zamknięty. Dopiero w 1927 roku odbył się w nim koncert pochodzącego z pobliskiego Recanati śpiewaka, Beniamino Gigliego.

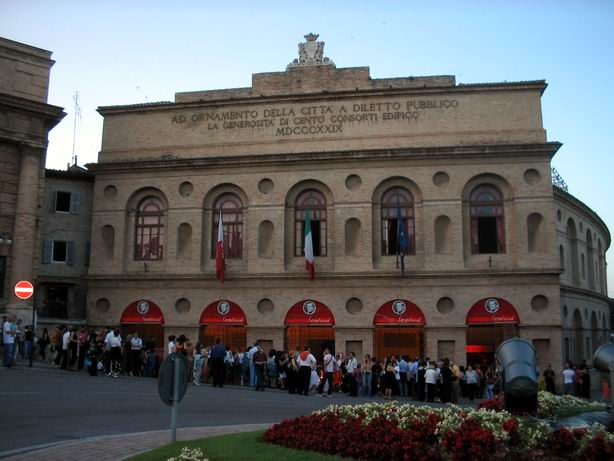
Wejście do Sferisterio

W latach 60.  dzięki staraniom Carlo Perucciego powrócono do praktyki organizowania przedstawień operowych. Do 2006 roku wystawiono m.in. Traviatę, Toskę, Oberta, Conte di San Bonifacio i Otella Verdiego (w jednej z ról wystąpił Mario Del Monaco), Madame Butterfly, Cyganerię i Turandot Pucciniego, Don Giovanniego Mozarta, Łucję z Lammermooru Gaetana Donizettiego, czy Fausta Charles’a Gounoda.
Na deskach Sferisterio wystąpili m.in. Luciano Pavarotti, Plácido Domingo, Montserrat Caballé, Marilyn Horne, Fiorenza Cossotto, Ruggero Raimondi, Mariella Devia, José Carreras, Katia Ricciarelli, Renato Bruson i Rajna Kabaiwanska.
W 2006 roku zainaugurowano Sferisterio Opera Festival. Dyrektorem festiwalu został Pier Luigi Pizzi. Wystawiono wówczas Czarodziejski flet Mozarta z okazji 250. rocznicy urodzin kompozytora. W następnym roku wystawiono Makbeta Verdiego, Marię Stuart Donizettiego oraz Normę Belliniego. W 2008 roku w czasie festiwalu orkiestrą dyrygował pochodzący z Maceraty trzykrotny zdobywca Oscara, Dante Ferretti. W 2009 roku zaprezentowano m.in. ponownie Don Giovanniego i Madame Butterfly.